# Albin Ekdal
Albin Ekdal, né le 28 juillet 1989 à Bromma en Suède, est un footballeur international suédois. Il joue actuellement au poste de milieu de terrain au sein du club de Djurgårdens IF .

## Biographie

### Débuts
Albin Ekdal commence sa carrière professionnelle avec le club de l'IF Brommapojkarna au début de la saison 2007. Les médias suédois déclarent alors qu'Ekdal est le plus grand espoir du football scandinave qu'ils aient vu depuis Kim Källström et Zlatan Ibrahimović.
En 2005, Albin Ekdal effectue un test avec le club anglais de Chelsea alors qu'il a 15 ans. Il impressionne lors de son test et se voit logiquement offrir un contrat, mais le joueur refuse étonnamment l'offre en décidant de rester en Suède pour gagner en maturité.
Il a été largement rapporté dans les médias suédois que le grand club italien, l'Inter de Milan, a gardé un œil sur Ekdal et a envoyé des éclaireurs pour le regarder jouer dans l'Allsvenskan.

#### Juventus
Mardi 12 décembre, l'adolescent de Brommapojkarna, Albin Ekdal, rejoint la Juventus en Serie A, comme le confirme le directeur du club, Ola Danhard. « Quelques détails restent, mais je ne suis pas inquiet. Ekdal va rester avec nous jusqu'au printemps prochain pour obtenir un diplôme. Nous sommes fiers de lui et heureux qu'il ait la possibilité de jouer dans un des plus grands clubs d'Europe. »
Aujourd'hui, Albin Ekdal étonne toujours par sa maturité. Claudio Ranieri, ex-entraineur de la Juventus, ne cesse de lui faire des éloges au vu de ses prestations en match de préparation notamment contre le Borussia Dortmund ou lors du Troféo Tim contre le Milan AC.

#### Carrière en Italie
Le 9 juillet 2009, il est prêté par la Juventus au club de l'AC Sienne. Il est considéré comme « un petit phénomène de la Juventus » par son nouveau président, Giovanni Lombardi Stronati. Albin déclare qu'il est venu pour jouer et pour progresser. Après 26 matchs pour 1 but lors de la saison 2009-2010, la Juventus vend le joueur à Bologne F.C. pour 4,8 millions, tout en signant à la suite une copropriété à 2,4 millions.
Le 14 août 2018, trois ans après son départ, Albin Ekdal revient en Serie A : il est acheté 2,2 millions d'euros plus bonus à Hambourg par la Sampdoria pour un contrat allant jusqu'en 2021.
Le 13 juillet 2022, Albin Ekdal quitte la Sampdoria pour s'engager en faveur de la Spezia Calcio. Il signe un contrat de deux ans, soit jusqu'en juin 2024,.

### Carrière en sélection
Le 9 mai 2016, Ekdal accapare l'attention en se blessant au dos lors d'une sortie en boîte de nuit à quatre jours de l'annonce de la sélection de la Suède pour l'Euro 2016.
Albin Ekdal est retenu dans la liste des 23 Suédois pour participer à la Coupe du monde 2018 en Russie.
Le 19 mai 2021, il est convoqué par Janne Andersson, le sélectionneur de l'équipe nationale de Suède dans la liste des 26 joueurs suédois retenus participer à l'Euro 2020,.

## Vie personnelle
Albin Ekdal est le frère aîné de Hjalmar Ekdal, lui aussi footballeur professionnel, et le fils du journaliste Lennart Ekdal (en).